# Lotodes plicatum
Lotodes plicatum là một loài thực vật có hoa trong họ Đậu. Loài này được (Delile) Kuntze mô tả khoa học đầu tiên năm 1891.